# Jyrki Ponsiluoma
Jyrki Tapani Ponsiluoma (* 5. Dezember 1966 in Kurikka) ist ein ehemaliger schwedischer Skilangläufer.

## Werdegang
Ponsiluoma, der für den Åsarna IK startete, lief im Dezember 1988 in Ramsau am Dachstein sein erstes Weltcuprennen und belegte dabei den 12. Platz über 15 km Freistil. Im folgenden Monat erreichte er in Kawgolowo mit dem sechsten Platz über 15 km klassisch seine beste Einzelplatzierung im Weltcup und zum Saisonende mit dem 27. Platz im Gesamtweltcup sein bestes Gesamtergebnis. Zudem errang in Kawgolowo den dritten Platz mit der Staffel. In der Saison 1991/92 wurde er bei seiner einzigen Olympiateilnahme in Albertville Achter über 30 km klassisch und beim Weltcup in Funäsdalen Dritter mit der Staffel. Sein zehntes und damit letztes Weltcupeinzelrennen absolvierte er im November 1994 in Kiruna, das er auf dem 63. Platz über 10 km klassisch beendete. Bei schwedischen Meisterschaften siegte er von 1991 bis 1994 viermal mit der Staffel von Åsarna IK.